# Perizoma pecata
Perizoma pecata là một loài bướm đêm trong họ Geometridae.